# Herman Bengtsson
Herman Bengtsson, född 1963, är en svensk konstvetare, främst inriktad på medeltida kulturhistoria. 

## Konsthistoria
Herman Bengtsson blev 2012 docent i konstvetenskap vid Uppsala universitet och är även verksam som forskare vid Upplandsmuseet.
1999 disputerade Bengtsson på en avhandling om den höviska kulturen i Norden. I avhandlingen kartlägger Bengtsson ett tidigare relativt ouppmärksammat område inom nordisk kulturhistoria. Forskningsområdet spänner från 1100-talets mitt till början på 1500-talet och behandlar både profana föremål, bruksföremål och kyrkliga utsmyckningar med anknytning till europeisk hövisk riddarkultur.
Bengtsson är även känd för sitt arbete om Uppsala domkyrka i åtta band, där han var redaktör och medförfattare, som publicerats som del av bokverket Sveriges kyrkor: konsthistoriskt inventarium. I ett i samma serie därefter  utgivet bokverk om Lunds domkyrka har han medverkat som redaktör och författare i flera band. 
Ett särskilt intresse har han ägnat den medeltida  skulpturgruppen "Sankt Göran och draken" i Stockholms Storkyrka. I boken Riddaren och draken. En rekonstruerad historia visade han hur den tidigare uppfattningen att skulpturen var ett segermonument efter slaget vid Brunkeberg 1471 och åskådliggjorde riksföreståndaren Sten Stures triumf, inte kan vara historiskt korrekt. Han diskuterade också var i kyrkan skulpturen ursprungligen var placerad.
Bengtsson har undervisat i konsthistoria vid Ryska statliga humanistiska universitetet i Moskva.
Han är son till lärarna vid Helsjöns folkhögskola agronom Folke Bengtsson och Gunhild Bengtsson, ogift Johnson.

## Medlemskap och utmärkelser
2015 mottog Herman Bengtsson Hildebrandspriset, som delas ut av Svenska fornminnesföreningen.

## Utgivning (urval)
- Bengtsson, Herman (1999). Den höviska kulturen i Norden : en konsthistorisk undersökning. Stockholm: Kungl. Vitterhets historie och antikvitets akad. ISBN 9174022970